# By Quantum Physics: A Nightlife Venture
By Quantum Physics: A Nightlife Venture (en hangul: 양자물리학; RR: Yang-ja-Mul-li-hak) es una película  surcoreana de 2019 dirigida por Lee Seong-tae y protagonizada por Park Hae-soo, Seo Ye-ji y Kim Sang-ho.

## Sinopsis
Lee Chan-woo (Park Hae-soo) es el dueño de un club nocturno, del cual Sung Eun-young (Seo Ye-ji) es la gerente; Park ki-hum (Kim Sang-ho) es un policía. Los tres luchan contra el crimen organizado en torno al tráfico de drogas, los delitos de ámbito sexual y la corrupción policial.

## Reparto
- Park Hae-soo como Lee Chan-woo, promotor de un club nocturno.
- Seo Ye-ji como Sung Eun-young, gerente de club nocturno que trata de hundir a Jung Kap-taek, responsable de la muerte de su padre.
- Kim Sang-ho como Park Ki-hun, policía.
- Kim Eung-soo como Jung Kap-taek, un hombre de negocios corrupto.
- Byun Hee-bong como Baek Young-kam, un político corrupto.
- Kim Young-jae como Choi Ji-hoon.[3][4]
- Lee Chang-hoon como Yang Yoon-sik, un fiscal corrupto.
- Park Sung-yeon (1975) como asistente del fiscal Yang.
- Im Chul-soo como Kim Sang-soo, amigo y asistente de Lee Chan-woo.
- Hyun Bong-sik como Kim Kwan-chul.
- Joo Suk-tae como el jefe de departamento Moon.
- Son Jong-hak como el director de la oficina Kim.
- Park Kwang-sun como el rapero Fractal.
- Choi Tae-joon como Kim Jung-min.
- Kim Won-sik como el jefe de equipo de la División de Inteligencia Criminal Min.
- Kim Jung-woo como el fiscal Choi.
- Kim Mi-hye como la periodista Lee Sun-hee.
- Han So-eun como una celebridad femenina (aparición especial).

## Producción
El primer borrador de la película se escribió en 2016. Algunas de sus escenas se filmaron en un club de Gangnam que después cerró tras un escándalo, conocido como el escándalo del Burning Sun, y relacionado precisamente con delitos sexuales (violaciones y difusión de vídeos íntimos), el uso de drogas y la corrupción, que involucró a algunas celebridades del país.

## Recepción
Cho Jae-young (Agencia de Noticias Yonhap) destaca que la película toca un tema de actualidad en el país, muy representado en el cine coreano y por tanto poco novedoso, pero está hecha con calidad, con una trama compleja y en general bien construida. El mayor peso del filme recae en Park Hae-soo, aunque son de gran mérito las actuaciones de secundarios como Kim Eung-soo, Byun Hee-bong y Lee Chang-hoon.

## Premios y nominaciones
| Año  | Premios                      | Categoría               | Candidato    | Resultado | Ref.         |
| ---- | ---------------------------- | ----------------------- | ------------ | --------- | ------------ |
| 2019 | 40th Blue Dragon Film Awards | Mejor actor revelación  | Park Hae-soo | Ganador   | [ 6 ] [ 7 ]  |
| 2019 | 19th Director's Cut Awards   | Mejor actor revelación  | Park Hae-soo | Nominado  |              |
| 2020 | 56th Grand Bell Awards       | Mejor actor revelación  | Park Hae-soo | Nominado  | [ 8 ]        |
| 2020 | 25th Chunsa Film Art Awards  | Mejor actor revelación  | Park Hae-soo | Ganador   | [ 9 ] [ 10 ] |
| 2020 | 29th Buil Film Awards        | Mejor actor revelación  | Park Hae-soo | Nominado  | [ 11 ]       |
| 2020 | 29th Buil Film Awards        | Premio Estrella popular | Seo Ye-ji    | Ganadora  | [ 12 ]       |